# Académie de Lyon (éducation)
Pour les articles homonymes, voir Académie de Lyon.
L'académie de Lyon est une circonscription éducative française gérée par un recteur, qui regroupe l'ensemble des établissements scolaires d'une partie de la région Auvergne-Rhône-Alpes : les départements de l'Ain, de la Loire et du Rhône.
L'académie de Lyon fait partie de la zone A.

## Enseignement supérieur
L'académie possède quatre universités :
- l'université Claude Bernard (université Lyon I) ;
- l'université Lumière (université Lyon II) ;
- l'université Jean Moulin (université Lyon III), également présente à Bourg-en-Bresse ;
- l'université Jean Monnet (université de Saint-Étienne).

## Recteurs de l'académie de Lyon
- Abbé Louis Nompère de Champagny 1809 - 1815
- Abbé Jacques Roman janvier 1816 -mars  1816
- Jean-Baptiste Poupar 1816 - 1817
- Abbé Pierre Denis D'Regel 1817 - 1828
- Pierre Alexandre Gratet-Duplessis 1828 - 1830
- Louis Decampe avril 1830 - août 1830
- Gabriel Dutrey 1830 - 1832
- Jean-Joseph Soulacroix 1833 - 1845
- Paul Lorain 1845 - 1848
- Patrice Larroque 1848 - 1849
- Paul Defougères de Villandry février 1849 - octobre 1849
- Jean-Baptiste Jullien 1849 - 1850
- Abbé Jean-Baptiste Vincent 1850 - 1854
- Abbé Joseph-Mathias Noirot 1854 - 1856
- Louis Jean-François de la Saussaye 1856 - 1873
- Antoine Dareste de la Chavanne 1873 - 1878
- Emile Charles 1878 - 1895
- Jules Gabriel Compayré 1895 - 1905
- Paul Joubin 1905 - 1922
- Jacques Cavalier 1922 - 1926
- Pierre Gheusi 1926 - 1931
- André Lirondelle 1931 - 1941
- André Gau 1941 - 1943
- André Gain 1943 - 1944
- André Allix 1944 - 1960
- Pierre Louis 1960 - 1976
- Marius-François Guyard 1976 - 1980
- Maurice Niveau 1980 - 1991
- Daniel Bancel 1991 - 2000
- Bernard Dubreuil 2000 - 2002
- Alain Morvan 2002 - 2007
- Roland Debbasch 2007 - 2012
- Françoise Moulin-Civil 2012 - 2018
- Marie-Danièle Campion, 2018 - 2019
- Olivier Dugrip, 2019-2025
- Anne Bisagni-Faure depuis mars 2025[1]